# ماريتا يوهانسون
ماريتا يوهانسون هي متزلجة سويدية، ولدت في 9 يوليو 1984.

## وصلات خارجية
- ماريتا يوهانسون على موقع SpeedSkatingBase.eu (الإنجليزية)
- ماريتا يوهانسون على موقع SpeedSkatingNews.info (الإنجليزية)
- ماريتا يوهانسون على موقع SpeedSkatingStats.com (الإنجليزية)